# Emanuel Arnold
Emanuel Arnold (9. listopadu 1800 Mnichovo Hradiště – 4. ledna 1869 Praha) byl český radikálně demokratický novinář a agitátor.

## Biografie
Na rodném Turnovsku byl vrchnostenským úředníkem a nájemcem statku. V roce 1842 se přestěhoval do Prahy. Za protijezuitský dezinformační leták jménem Držená řeč od jenerála jezuitů v tajném sněmu v Římě byl roku 1847 odsouzen k čtrnáctidennímu vězení a poté vyhoštěn z Prahy, letáky a brožury šířil ale dále po venkově. Do revoluční Prahy se v roce 1848 vrátil. Podílel se na přípravách povstání proti Rakousku (1849), ty byly ale v květnu 1849 prozrazeny a Emanuel Arnold uprchl do Lipska v Sasku. Byl však vydán zpět tamními úřady, odsouzen k trestu smrti a po zmírnění trestu na 20 let byl uvězněn. Roku 1857 byl amnestován, nicméně se do Prahy směl vrátit po nedobrovolném pobytu v Korutanech až na sklonku života, v roce 1868.

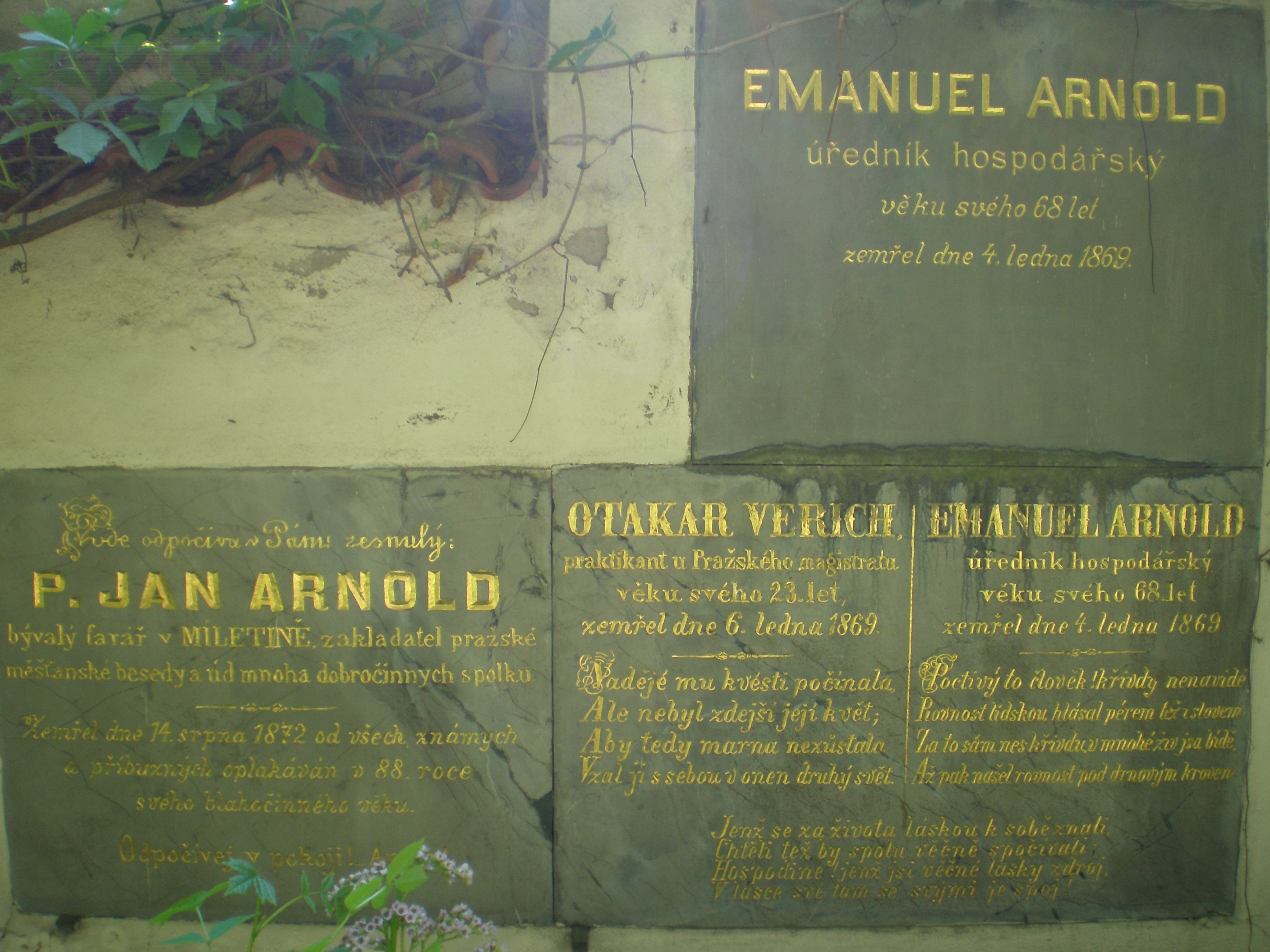
Hrob Emanuela Arnolda na Olšanských hřbitovech v Praze

## Dílo
- ARNOLD, Emanuel. Sebrané spisy. K vydání připravil Václav Osvald, předmluvu napsal Zdeněk Šamberger. 1. vyd., autoriz. Praha: Státní nakladatelství politické literatury, 1954. 602 s. cnb000239626.